# Право на одежду
Право на достаточную одежду или право на одежду признано правом человека в различных международных документах по правам человека; вместе с правом на питание и правом на жилище оно является частью права на достаточный жизненный уровень, признанного статьёй 11 Международного пакта об экономических, социальных и культурных правах (МПЭСКП). Право на одежду также признаётся статьей 25 Всеобщей декларации прав человека (ВДПЧ).

## Бенефициары
Право на одежду является аспектом права на достаточный жизненный уровень и как таковое считается чем-то, что необходимо обеспечить, чтобы люди не жили за чертой бедности. Действительно, плохо одетый символизирует острую бедность:

Мы видим это в дрожи или изнуряющем дискомфорте «нищих», бездомных, наркозависимых и «изгоев», пожилых людей, инвалидов, «беспризорников» или просто бедняков. Их бедственное положение вызывало осуждение, порицание, отвращение и насмешки, но религиозные, моральные и светские убеждения, напротив, призывали нас реагировать с любовью, милосердием, состраданием, сочувствием и в духе справедливости.
Чтобы проиллюстрировать, насколько далеко идущим может быть право на одежду, доктор Стивен Джеймс представил неисчерпывающий список бенефициаров права на одежду. В этот список включены те слои общества, которые больше всего страдают от нехватки одежды, например:

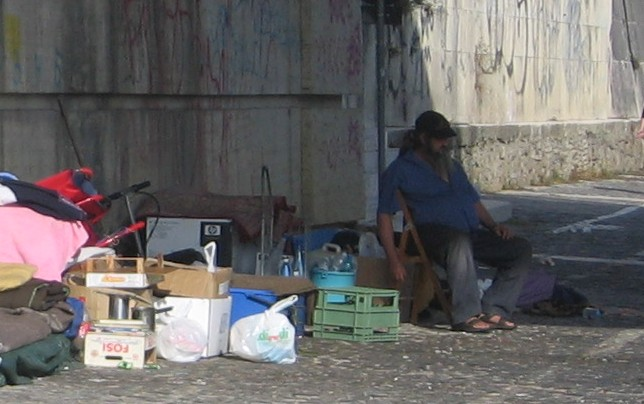
Бездомные — это часть общества, которая сильно страдает от отсутствия подходящей одежды.

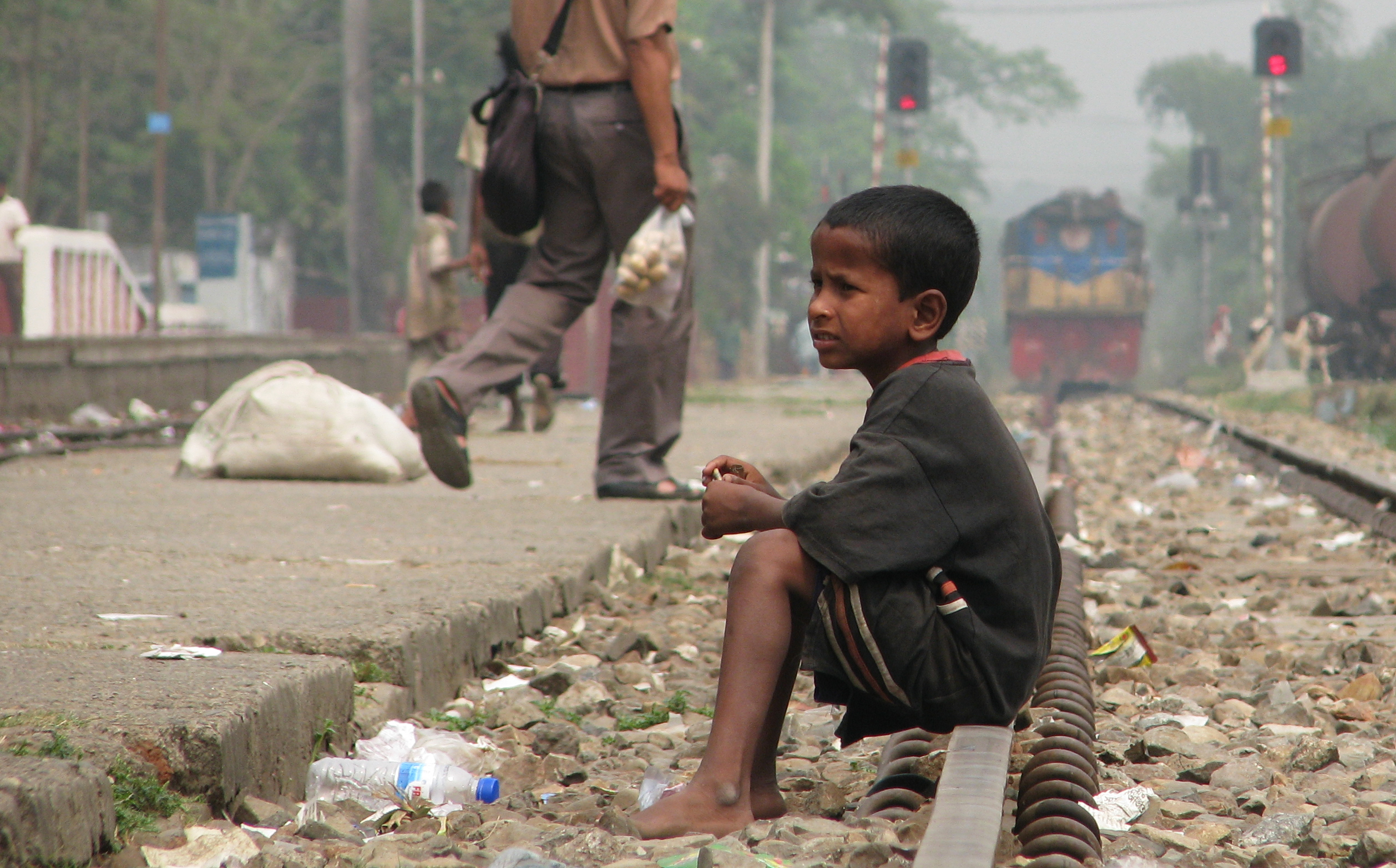
Уличные дети также сильно страдают.

- Менее удачливые, в том числе безработные, частично занятые и работающие бедняки;
- Пенсионеры и другие лица, находящиеся на социальном обеспечении;
- Бездомные и другие лица, проживающие в неадекватном жилье;
- Лица, находящиеся в во временном жилье (например, в приютах для женщин) государственного или частного характера (включая благотворительное жильё);
- Пожилые люди, находящиеся в частном или арендованном жилье, а также в государственных, коммерческих или благотворительных домах престарелых, больницах и хосписах;
- Лица, страдающие серьёзным психическим заболеванием или умственной или физической инвалидностью (независимо от того, живут ли они дома самостоятельно, с членами семьи или другими лицами, или в общественных жилых домах, домах для престарелых, государственных или частных больницах и других учреждениях);
- Дети и подростки, особенно сироты и несовершеннолетние правонарушители, находящиеся в приёмных семьях, государственных учреждениях или центрах содержания под стражей;
- Больные и пострадавшие, находящиеся в больницах (или реабилитационных центрах), в том числе находящиеся на лечении от алкоголизма и других зависимостей, связанных с наркотиками;
- Заключённые, находящиеся под стражей или в иным образом ограниченных обстоятельствах;
- Работники вредных производств (например, химической и горнодобывающей промышленности) или работающие в тяжёлых условиях (например, в потогонных цехах), чья жизнь или здоровье зависят от защитной одежды (включая работающих детей);
- Коренные жители, живущие в нищете;
- Беженцы, просители убежища и рабочие-мигранты (особенно те, кто работает на чёрном рынке нелегально); а также
- Жертвы стихийных бедствий, гражданских беспорядков, гражданской и международной войны (включая военнопленных), геноцидных преследований и других травматических потрясений.

## Признание
Отсутствие дискуссии о праве на одежду привело к неопределённости в отношении сферы охвата этого права и того, сколько одежды требуется. Мэтью Крейвен отмечает, что минимальный уровень одежды — это то, что требуется; это право имеет «первостепенное значение не в последнюю очередь потому, что на минимальных уровнях оно представляет собой вопрос выживания». Требование «минимального» или «адекватного» стандарта отражено в отчётах Комитета ООН по правам ребёнка (КПР) и отчёте Консорциума в защиту беспризорных детей, а также среди общих замечаний Комитета по экономическим, социальным и культурным правам (КЭСКП) в отношении пожилых людей, инвалидов и рабочих. Однако нет указаний на то, что же такое «минимальный» или «адекватный» стандарт: действительно, КЭСКП лишь изредка задавал вопросы государству-участнику МПЭСКП о его действиях в отношении права на одежду.
Академические комментарии относительно сферы действия права на одежду в отношении беженцев малочисленны. Джеймс Хэтэуэй утверждал, что беженцы должны иметь доступ к одежде, подходящей для климата и достаточной для любой работы или других ролей, которые они могут выполнять. Кроме того, их нельзя заставлять носить какую-либо одежду, которая может привести к социальной стигматизации или дискриминации как иностранцев. Однако, с другой стороны, если беженцы решат носить одежду, которая представляет их культуру, страну происхождения или общество, они защищены статьёй 27 Международного пакта о гражданских и политических правах. Комитет по экономическим, социальным и культурным правам склонен применять контекстно-зависимые толкования того, что является адекватным стандартом одежды; до сих пор право в его общем смысле ещё не рассматривалось.
Непонятно, почему признание права не происходит на широком уровне; один автор предположил, что отсутствие правовой проработки связано с различиями в культурных потребностях и желаниях. Однако это объяснение было расценено как «невероятное»: доктор Джеймс отмечает, что «культурные, экологические и экономические различия в „потребностях и желаниях“, несомненно, столь же заметны в отношении жилья и здоровья, как и в отношении одежды, но это не помешало детальной разработке этих прав в международном праве». Мэтью Крэйвен в 1995 году пришёл к выводу, что:
Право на одежду, хотя оно специально включено в Пакт, не привлекло особого внимания ни со стороны Комитета [КЭСКП], ни со стороны независимых комментаторов. Что касается Комитета, то в руководящих принципах представления докладов нет никаких упоминаний об одежде, и  лишь отдельные члены задают государствам отдельные вопросы. Создаётся впечатление, что одежда не является вопросом, в котором государство может осуществлять значимый контроль, и этот вопрос, по мнению Комитета, не имеет большого значения.
Однако доктор Джеймс заметил: «…никто из нас не может быть абсолютно уверен, что мы не окажемся […] в нужде в подходящей одежде. Право имеет большое практическое значение. Это жизненно важное право, а не приукрашивание или юридический абсурд». Он также призвал к дальнейшему обсуждению и академическим комментариям, утверждая:
Мы должны помнить о праве на достаточную одежду при рассмотрении права на достаточный уровень жизни в международном праве. Здоровье, достоинство и сама жизнь целого ряда уязвимых […] людей могут оказаться под угрозой, если они не одеты надлежащим образом. […] Будет полезно изучить возможности, которые заключаются в рассуждениях по аналогии с судебной практикой КЭСКП в отношении других прав в рамках статьи 11 МПЭСКП. В конце концов, КЭСКП приступил к разработке критериев, в некоторых случаях довольно подробных, в отношении необходимых стандартов в отношении «надлежащего» жилья, здоровья, питания, воды и так далее. Нет причин, по которым аналогичный подход нельзя было бы применить в отношении права на достаточную одежду.

## Взаимодействие между правом на одежду и другими правами человека
Поскольку право на одежду касается такого фундаментального аспекта человечества, оно естественным образом взаимодействует с другими правами человека, содержащимися в различных документах по правам человека.

### Право на жизнь
Каждый человек имеет неотъемлемое право на жизнь, подтверждённое статьей 3 Всеобщей декларации прав человека. Однако, если люди недостаточно одеты, они гораздо более подвержены воздействию стихии. Без тёплой одежды человек вполне может умереть от переохлаждения; с другой стороны, слишком тёплая одежда может способствовать тепловому удару, обезвоживанию и истощению летом или в тропическом климате. Кроме того, неподходящая одежда может увеличить воздействие ультрафиолетовых лучей, усугубить аллергию и кожные заболевания и ухудшить ранее существовавшее медицинское состояние.
Кроме того, доступ к медицинскому обслуживанию — что подтверждено аналогичным образом статьёй 25 ВДПЧ, а также статьёй 12 МПЭСКП — может быть затруднён из-за неадекватного доступа к одежде, особенно если доступа к лечебной одежде или ортопедической обуви нет или он затруднён вследствие высокой цены.

### Право на свободу выражения мнений
Носить одежду — или, точнее, выбирать, какую одежду носить — для многих людей является важной частью выражения, что подтверждается статьёй 19 ВДПЧ. Лица с серьёзными заболеваниями могут быть одеты неподобающим образом, что лишает их желаемого самовыражения. Кроме того, принуждение к ношению грязной, рваной, неподходящей по размеру и даже крайне устаревшей одежды может вызвать насмешки, презрение и позор. Особенно это касается школьников — родители могут не захотеть отправлять ребёнка в школу из-за насмешек и стыда, вызванных одеждой, которую носит ребёнок. Тем не менее, следует проводить различие между теми, кто вынужден носить рваную, неподходящую по размеру или крайне устаревшую одежду, и теми, кто сознательно выбирает ношение такой одежды в качестве «демонстрации моды».

### Право на свободу от дискриминации
Одежда, которую люди предпочитают носить, может определить множество вещей о человеке: религиозную принадлежность, этническую принадлежность, национальную или политическую идентичность, культуру или расу. Возможно, одежда, которую носит обедневший человек, может указывать на его бедность. Этот признак бедности или более низкого экономического положения может быть причиной дискриминации. Кроме того, одежда, отличающаяся в культурном отношении или указывающая на религиозную принадлежность, может спровоцировать дискриминацию и привести к отказу в социальных, экономических или политических возможностях.

### Право на свободу от жестокого, бесчеловечного или унижающего достоинство обращения или наказания
Существует большой потенциал для «злоупотребления доверием, для унижений и различных физических надругательств в медицинских и институциональных условиях, особенно в отношении женщин и детей, инвалидов и пожилых людей». Если человеку отказано в доступе к соответствующей одежде — особенно в необходимой одежде, например, в нижнем белье — в соответствии со статьёй 5 ВДПЧ они могут подвергнуться жестокому, бесчеловечному или унижающему достоинство обращению или наказанию. Отказ в одежде включает насильственное снятие одежды и имеет особое значение в контексте содержания под стражей и в тюрьмах: «[человека] можно буквально оставить голым посреди власти, трагическое состояние, […] слишком часто наблюдаемое в тюрьмах, на войне и в концлагерях». Было обнаружено, что связанные с одеждой издевательства в тюрьме Абу-Грейб в Ираке и Гуантанамо вызывали серьёзные психические заболевания, в том числе посттравматическое стрессовое расстройство — заключённых заставляли раздеваться догола и выставляли их напоказ перед охранницами, мужчин-заключенных заставляли носить женское нижнее бельё.